# Kuddelmuddel
Kuddelmuddel (der oder das) wird umgangssprachlich im weiteren Sinne lautmalerisch für allgemeines Durcheinander oder Wirrwarr verwendet.
Die Herkunft des Wortes ist nicht eindeutig geklärt. Karl Friedrich Wilhelm Wander (1870) sieht den Ursprung in Pommern, Küpper (1997) und Kluge (1995) gehen von einer niederdeutschen Herkunft aus. Dabei stammt der Wortteil muddeln von der niederdeutsch-dialektalen Form Modder („Moder“) ab.
Die lautmalerische Wortverbindung „Kuddelmuddel“ hat sich sehr wahrscheinlich von Berlin aus Mitte des 19. Jahrhunderts verbreitet. In der Literatursprache verwendet es unter anderem Thomas Mann in seiner Erzählung Die vertauschten Köpfe (1940).

## Weitere Bedeutungen

### Film
1934 drehte Alfred Jungermann unter dem Titel „Kuddelmuddel“ einen 16-minütigen Kurzspielfilm in Schwarzweiß. Produzent der Komödie war die 1933 bis 1936 in Berlin bestehende Tofa Tonfilm-Fabrikations GmbH, vor der Kamera standen unter anderem Alfred Beierle, Karl Etlinger und auch der als Regisseur bekannt gewordene Wolfgang Staudte. Der Film wurde unter Jugendverbot gestellt.

### Theater
In Linz (Oberösterreich) trägt ein 1990 eröffnetes Kinderkulturzentrum Kuddelmuddel im Kolpinghaus Linz diese Bezeichnung. Darin sind das „Theater des Kindes“, das „Linzer Puppentheater“ und auch ein Kinderkino untergebracht, daneben werden Erlebnisausstellungen für Kinder organisiert; bis 1999 enthielt der Bau außerdem die Kinder- und Jugendbücherei, die danach ins Rathausgeviert umgesiedelt wurde. Die Einrichtung hatte in den letzten Jahren von 15.000 bis über 45.000 Besucher jährlich.